# Бруггер, Эрнст
Эрнст Бруггер (нем. Ernst Brugger; 10 марта 1914 года, Беллинцона, кантон Тичино, Швейцария — 20 июня 1998 года, Госсау, кантон Цюрих, Швейцария) — швейцарский политик, президент.

## Биография
Эрнст Бруггер родился в семье машиниста локомотива. Окончил педагогическое училище в Кюснахте, затем учился в университетах Лондона, Цюриха и Пуатье. С 1936 года стал работать учителем в средней школе и одновременно занялся политикой. В 1947 году, не принадлежа ни к одной партии, избран в Кантональный совет (парламент) Цюриха. После двенадцати лет парламентской деятельности, в 1959 году вошёл в правительство кантона как глава департаментов внутренних дел и юстиции (до 1967), затем народного хозяйства. В 1969 году Бруггер избран в Федеральный совет (правительство) Швейцарии.
- 1 мая 1964 — 30 апреля 1965 — глава правительства кантона Цюрих.
- 10 декабря 1969 — 31 января 1978 — член Федерального совета Швейцарии.
- 1 января 1970 — 31 января 1978 — начальник департамента (министр) экономики.
- 1 января — 31 декабря 1973 — вице-президент Швейцарии.
- 1 января — 31 декабря 1974 — президент Швейцарии.